# 李本 (1922年)
李本（1922年—2016年8月15日），又名赵得寿，男，直隶（今河北）遵化人，中华人民共和国政治人物，曾任中华人民共和国农业机械部副部长、党组成员。